# トレ (ウイグル人)
トレ（Töre、生没年不詳）は、モンゴル帝国に仕えたウイグル人将軍の一人。『元史』などの漢文史料では脱力世官(tuōlì shìguān)と表記されるが、「世官」の部分は地位を世襲したことに由来する通称ではないかと考えられる。

## 概要
トレの祖父のバシュ・クト（八思忽都）は「タムガ・アイグチ（Tamγa Ayγuči ＞探花愛忽赤/tànhuā àihūchì、「掌璽官」の意）」の称号を有し、モンゴル帝国に仕えてウイグル部・アルグン部・メルキト部・ペルシア部の4部からなる軍団を率いた人物であった。その息子のテケチュクもバシュ・クトの地位を継承し、主に四川方面への出兵に携わったが、在官のまま死去したためトレが地位を継承することとなった。
地位を継承したトレは父同様に武徳将軍・羅羅斯副都元帥・同知宣慰司事の職にあったが、羅羅斯は産金戸がある故に反復常ならず、トレがこれを討伐することとなった。定昌路総管の谷納が叛乱を起こし、千戸の阿夷ととも不思魯河を渡った時には、トレが兵を率いてこれを討伐し、阿夷を捕縛・処刑した。徳平路で叛乱が起こった時も、トレがこれを平定している。
この頃、亦奚不薛の地は大元ウルスの支配を未だ受け入れておらず、民は城寨を立てて自立していた。そこで雲南行省に対して羅羅斯蒙古軍400・羅羅章600の兵を徴発してトレと左丞の愛魯に率いさせ、亦奚不薛を討伐するよう命じられた。トレは亦奚不薛の諸城寨を攻略し、愛魯は羅羽を陥落させて得た馬・牛・羊を士卒に配った。トレはまた万戸の兀都蛮とともに怯児地を攻め、その地の酋長の阿失の拠る山寨を破った。こうして、トレは「左手四翼兵」を率いて亦奚不薛に迫ったが、子童なる者が納土原山に城寨を立ており、トレは蒙古・爨・僰軍を率いて参政の阿合八失とともに子童を攻め投降に至らしめた。細狗・折興・威龍州判官の阿遮が叛乱を起こした時には、トレがその城寨を夜襲して賊を討ち、山谷に逃れ込んだ阿遮を深菁で捕らえ斬首としている。
その後、入覲したトレは三珠虎符を授けられ、懐遠大将軍・羅羅斯宣慰使・兼管軍万戸の地位を得た。任地に戻ると、戸口を把握して屯田を行い、昌州の蘇你・巴翠らが叛乱を起こした時には雲南王の命を受けてこれを討伐した。叛乱平定後、叛乱に従った者達を昌州平川に移している。また鎮守千戸の任世禄が配下の2千人とともに威龍州に逃れ去った時には、トレが出兵して任世禄を投降に追い込んでいる。それからまもなくトレは再び入覲したが、そのまま京師において死去した。
息子のソナムバル（唆南班）はケシクテイを経てトレの職を継承し、鎮国上将軍の地位まで至っている。

## 高昌偰氏
- バシュ・クト（Baš qut ＞八思忽都/bāsī hūdōu）
  - テケチュク（Tekečük ＞帖哥朮/tiègēzhú）
    - トレ（Töre ＞脱力世官/tuōlì shìguān）
      - ソナムバル（bsod nams dpal ＞唆南班/suōnán bān）